# السواني
السواني إحدى بلديات دائرة باب العسة بولاية تلمسان شمال غرب الجزائر.

## التسمية القديمة
أطلق اسم لعشاش على هذه المنطقة أثناء فترة الإستعمار الفرنسي.